# 圣奥诺里娜-德佩尔特
圣奥诺里娜-德佩尔特（法語：Sainte-Honorine-des-Pertes，法語發音：[sɛ̃t ɔnɔʁin de pɛʁt]）是法国诺曼底大区卡尔瓦多斯省的一个旧市镇，属于巴约区。2017年1月1日，圣奥诺里娜-德佩尔特与市镇吕西合并为新市镇滨海欧尔，圣奥诺里娜-德佩尔特为新市镇行政中心。

## 地理
圣奥诺里娜-德佩尔特（49°20'50"N, 0°48'26"W）面积5.69 平方千米，位于法国诺曼底大区卡爾瓦多斯省，奥马哈海滩的东端，是第二次世界大战诺曼底战役的登陆点之一。
与圣奥诺里娜-德佩尔特接壤的市镇（或旧市镇、城区）包括：滨海科勒维尔、埃特雷昂、贝桑港-于潘、吕西。
圣奥诺里娜-德佩尔特的时区为UTC+01:00、UTC+02:00（夏令时）。

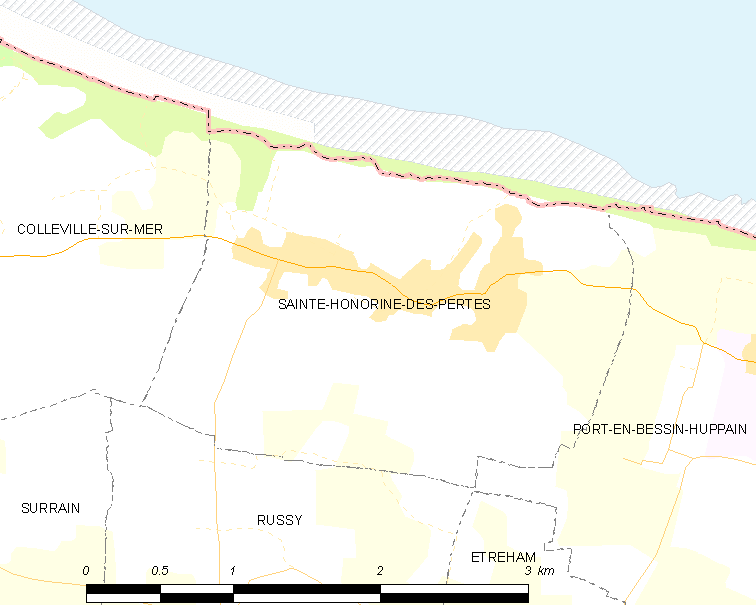
圣奥诺里娜-德佩尔特的OSM定位图

## 行政
圣奥诺里娜-德佩尔特的邮政编码为14520，INSEE市镇编码为14591。

## 政治
圣奥诺里娜-德佩尔特所属的省级选区为特雷维耶尔县。

## 人口

1962-2008年间圣奥诺里娜-德佩尔特人口变化图示

圣奥诺里娜-德佩尔特于2018年1月1日时的人口数量为538人。